# Чжан Гун
Чжан Гун (кит. 张工, род. август 1961, Пекин) — китайский государственный и политический деятель, мэр Тяньцзиня с 31 мая 2022 года.
Ранее директор Главного управления по регулированию рынка КНР (2020—2022), заместитель председателя Всекитайской федерации профсоюзов (2018—2022), первый заместитель мэра Пекина (2017—2018).
Кандидат в члены ЦК КПК 19-го созыва, член Центрального комитета Компартии Китая 20-го созыва.

## Биография
Родился в августе 1961 года в Пекине.
После возобновления всекитайских государственных экзаменов в 1979 году поступил в Пекинский политехнический университет, учился по специальности «электрические машины и электрооборудование». После окончания университета в 1983 года был направлен по распределению в Пекинский научно-исследовательский институт электроприборов, где к маю 1993 года дослужился до заместителя директора, а в феврале 1994 года стал директором института. В апреле 1992 года вступил в Коммунистическую партию Китая.
С 1998 года работал на электромеханических заводах в Пекине.
Политическую карьеру начал в июле 2002 года с назначения на должность заместителя председателя Пекинского городского комитета по экономике (позднее переименован в Пекинский городской комитет по развитию и реформам), в марте 2007 года возглавил этот комитет. В сентябре 2012 года вступил в должность вице-мэра Пекина, в апреле 2015 года вошёл в состав Постоянного комитета пекинского горкома КПК. С марта 2013 по апрель 2015 гг. — секретарь партотделения КПК пекинского подразделения Комитета по контролю и управлению государственным имуществом Китая (SASAC), с апреля 2015 по июнь 2017 гг. — заместитель секретаря горкома КПК Пекина. В октябре 2018 года заступил на пост заместителя секретаря партийного отделения Всекитайской федерации профсоюзов. В июле 2020 года занял должность секретаря партотделения КПК Главного управления по регулированию рынка КНР, со следующего месяца — директор Главного управления.
В мае 2022 назначен первым по перечислению заместителем секретаря горкома КПК Тяньцзиня, 31 мая дополнительно — вице-мэром и временно исполняющим обязанности мэра города. Утверждён в должности мэра Тяньцзиня на очередной сессии Собрания народных представителей города.